# Пам'ятник португальським географічним відкриттям
Па́м'ятник португальським географі́чним відкриття́м (порт. Padrão dos Descobrimentos, Monumento dos Descobrimentos, дослівно — Пам'ятник відкриттям) — монументальний ансамбль у Лісабоні (Португалія), присвячений видатним португальським діячам Доби великих географічних відкриттів. Висота пам'ятника — 52 метри, ширина постаменту — 20 метрів. Спроєктований 1940 року, в добу Нової держави на чолі з Антоніу Салазаром і урочисто відкритий в 1960 році.
Має вигляд каравели з білого вапняку, на носі якої стоїть фігура натхненника португальських відкриттів — інфанта Енріке Мореплавця; за ним по обидва боки розміщені ще 32 видатних героїв тієї епохи. Також — Па́м'ятник морепла́вцям (порт. Monumento aos Navegantes)

## Історія

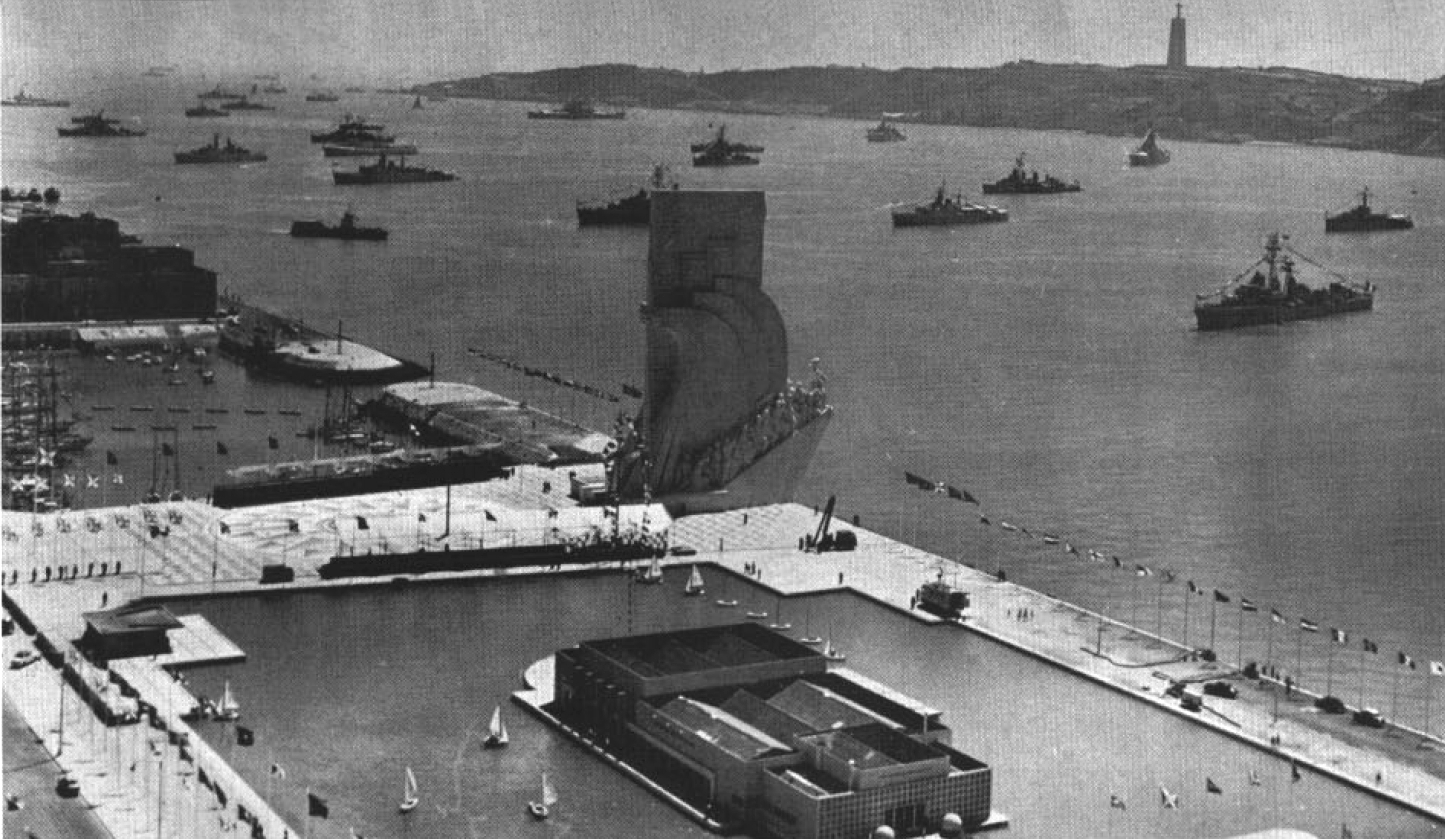
Відкриття пам'ятника в 1960 р. за участі 32 кораблів з 14 країн

Пам'ятник був задуманий у 1939 році португальським архітектором Хосе Анджело Коттінеллі Тельмо та скульптором Леопольдо де Альмейда як тимчасовий монумент на час роботи Всесвітньої виставки в Португалії в червні 1940 року. Пам'ятник символізував романтизовану ідеалізацію португальських досліджень, яка була типовою для Нової Держави Антоніу де Олівейри Салазара. Розташований в районі Площі Імперії.
Постійний монумент встановлено в лісабонському районі Белен (з порт. — Вифлеєм), поруч з Беленською баштою і Монастирем єронимітів, в місці, звідки 8 липня 1497 року відпливла на пошуки морського шляху в Індію експедиція на чолі з Васко да Гама.
Урочисто відкритий в 1960 року за участю флотів 14 держав.

## Галерея

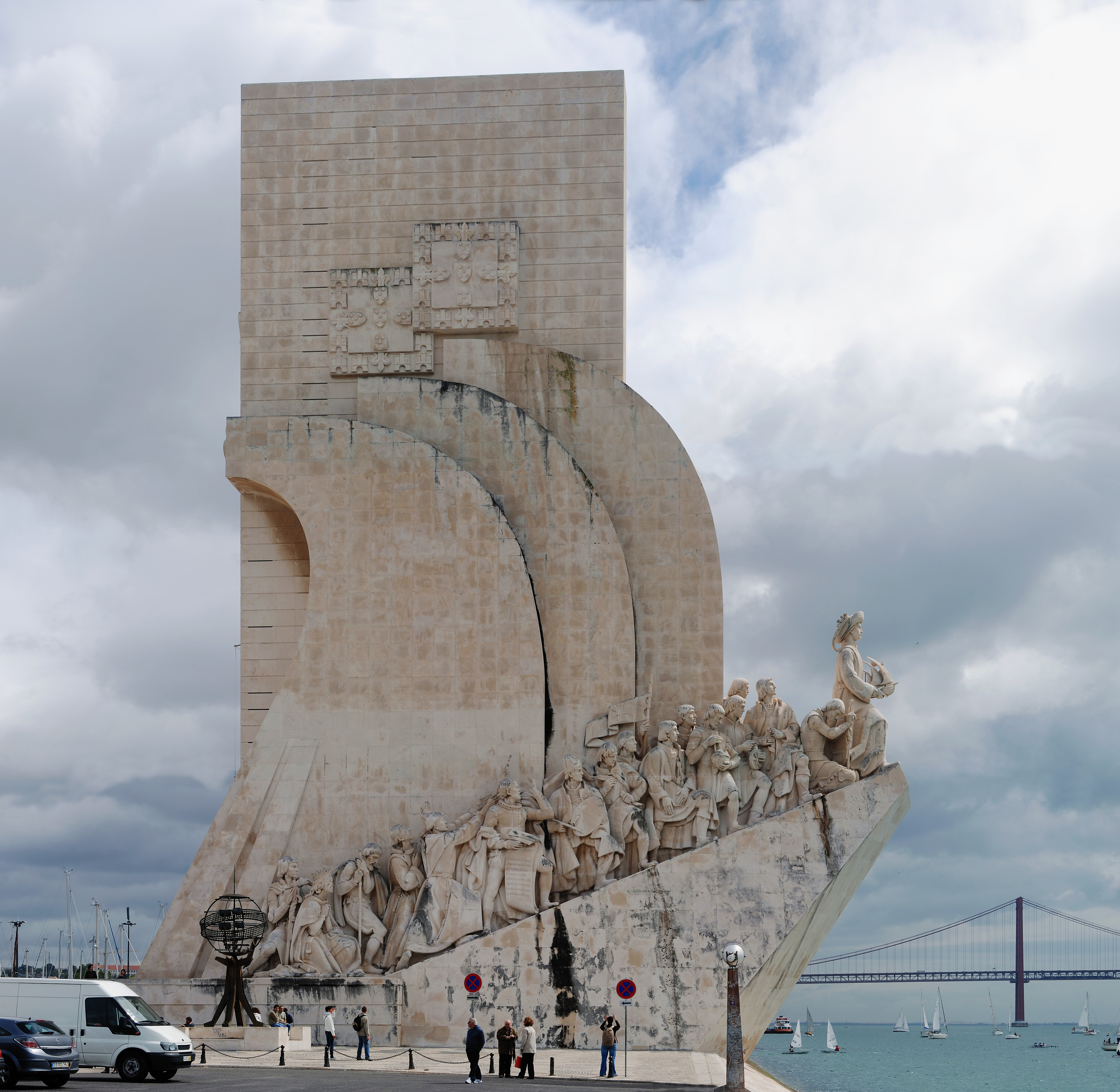
Пам'ятник
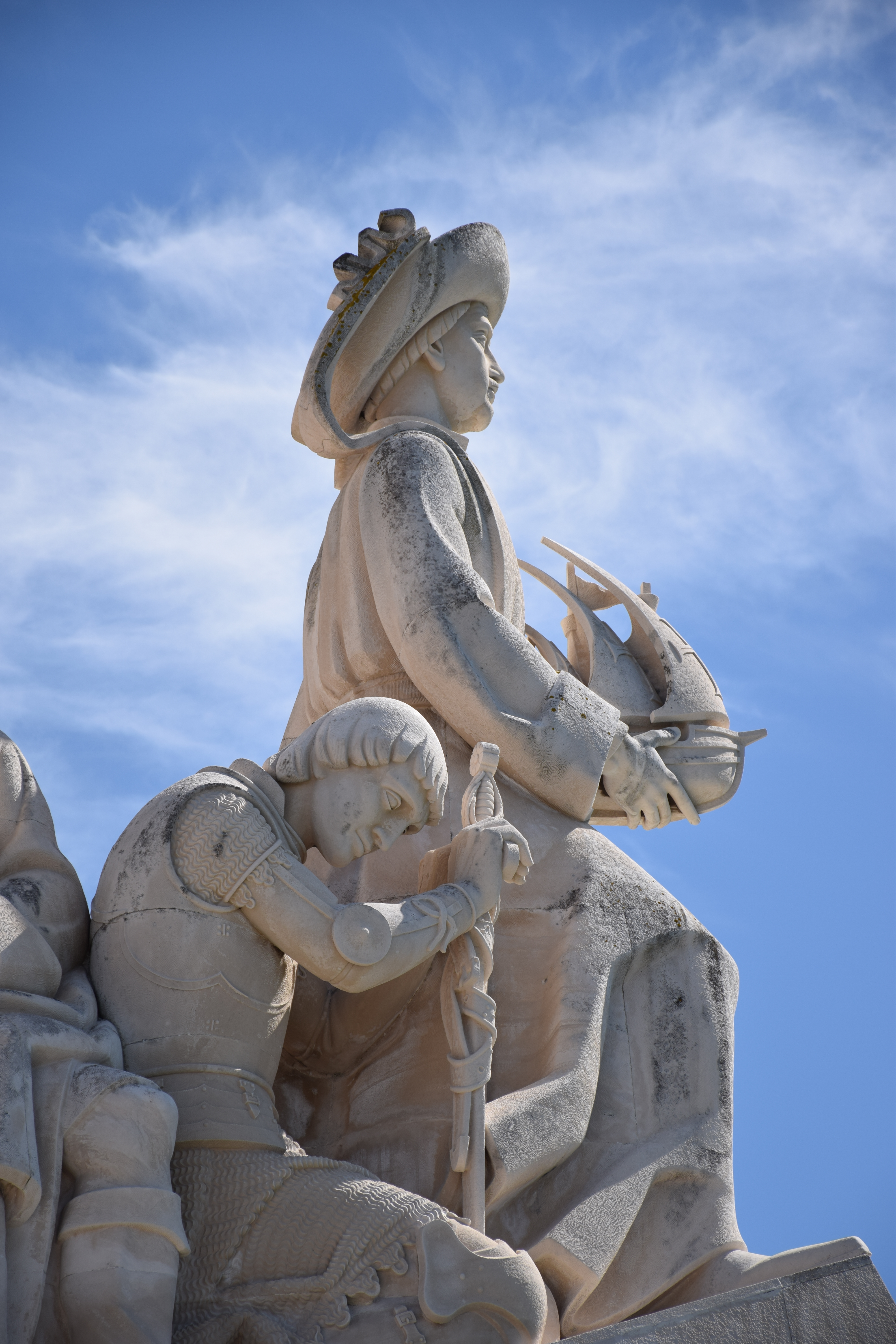
Інфант Енріке
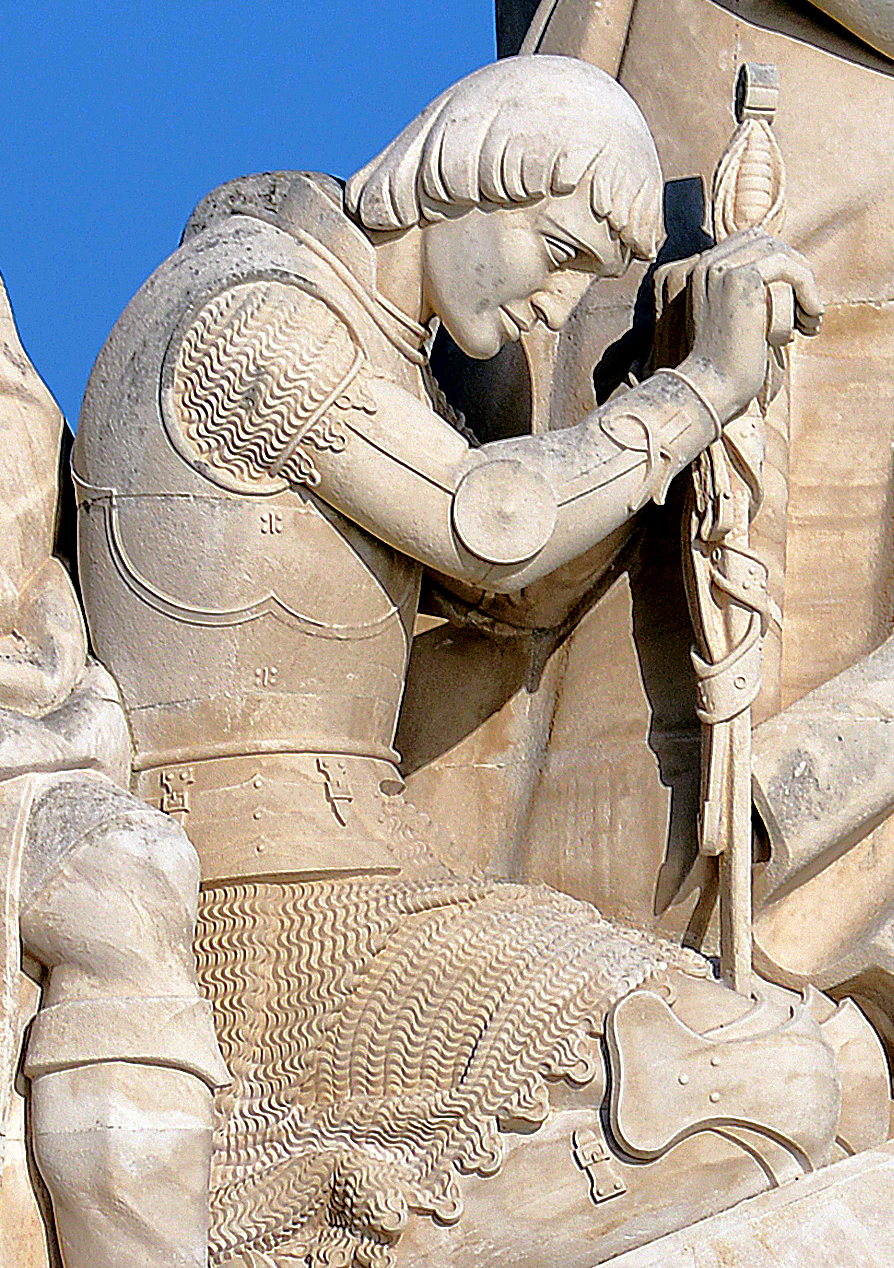
Інфант Фернанду
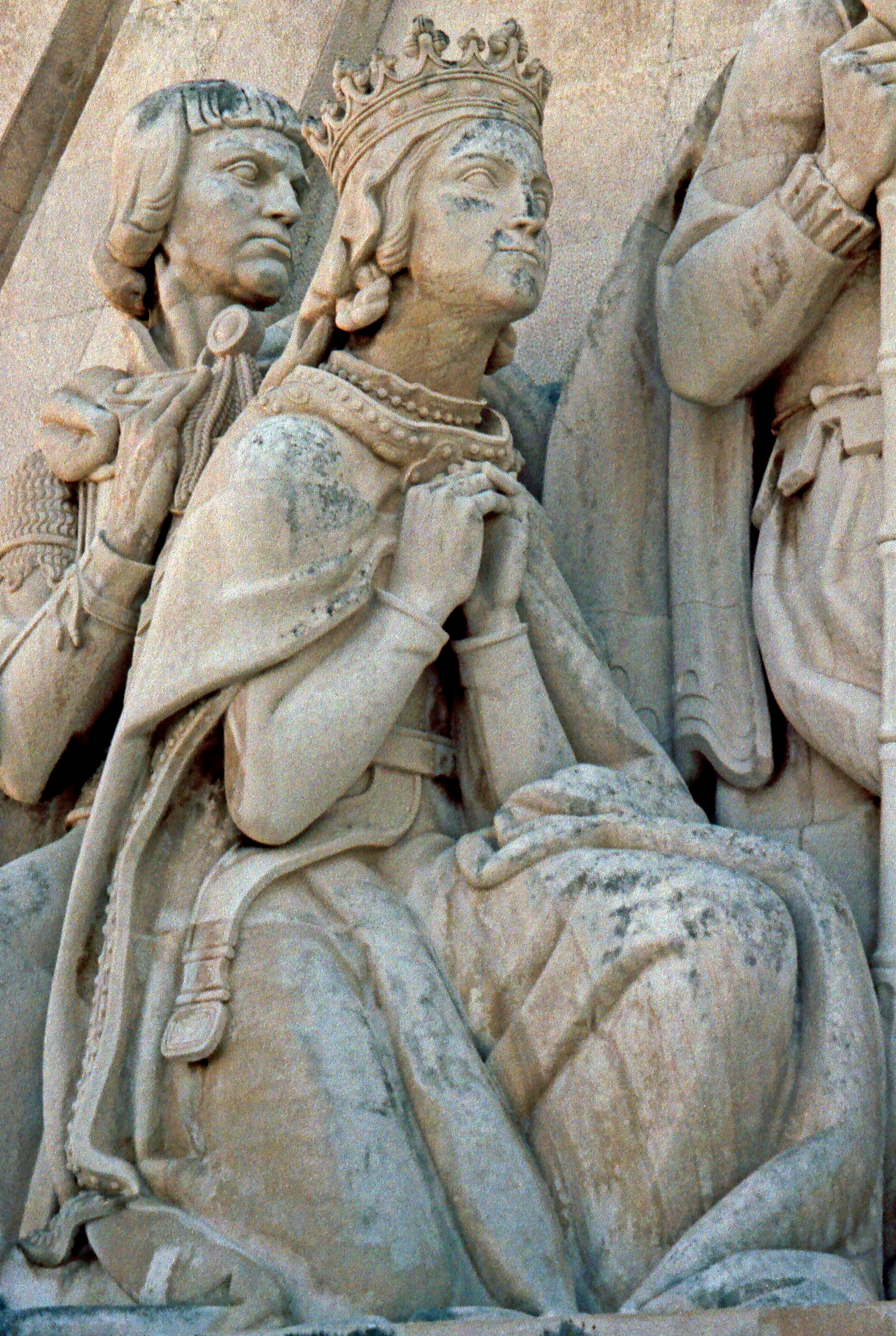
Королева Філіппа
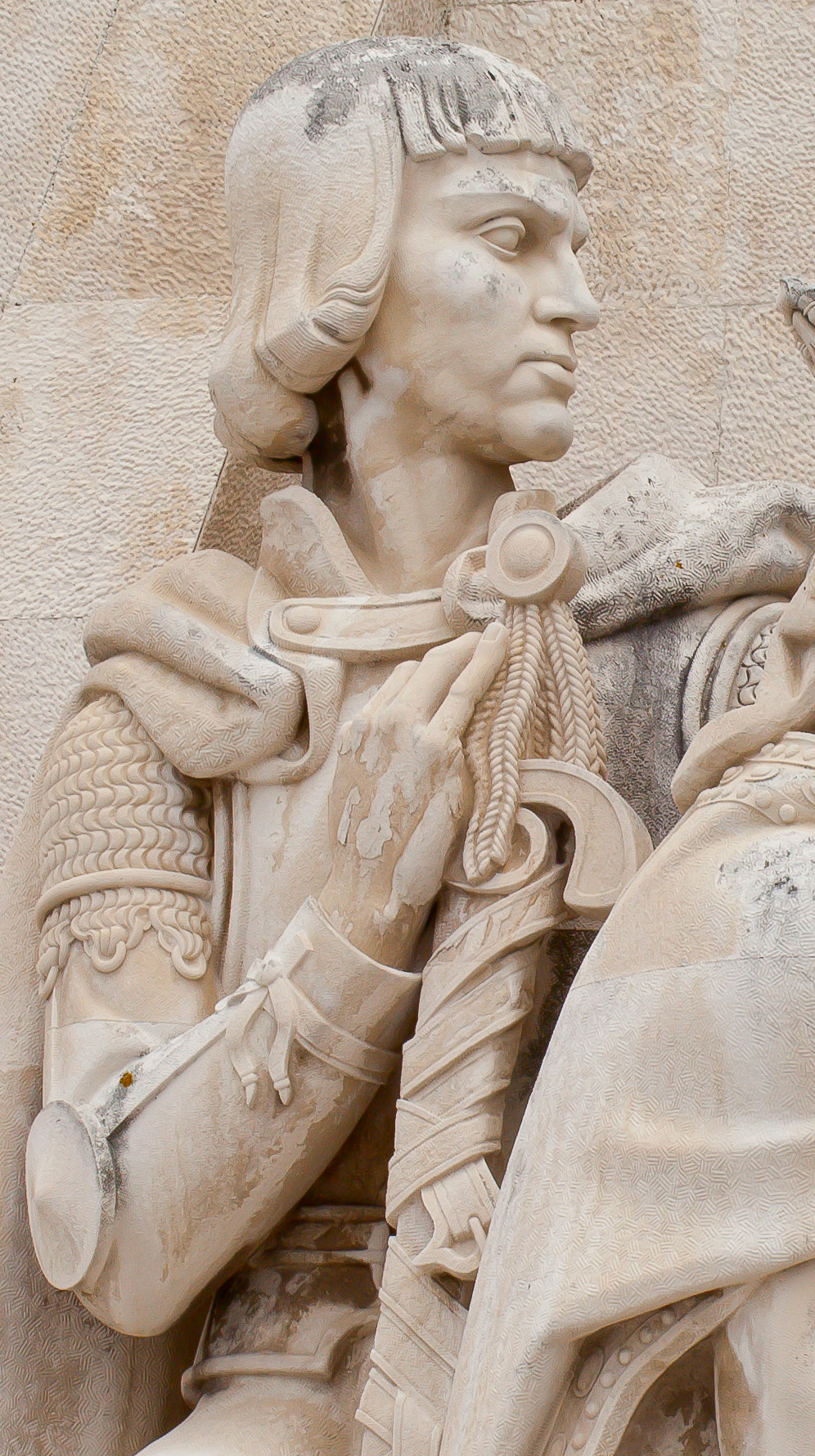
Інфант Педру
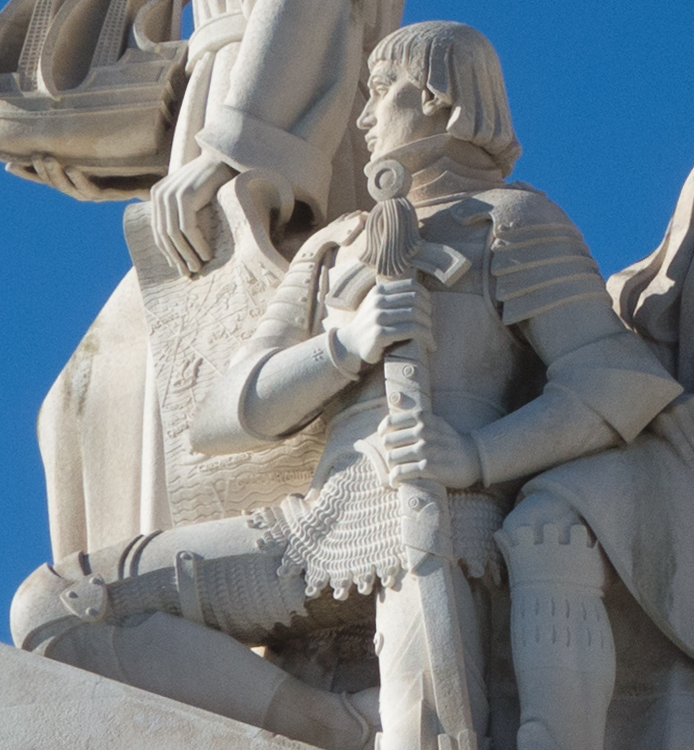
Король Афонсу V
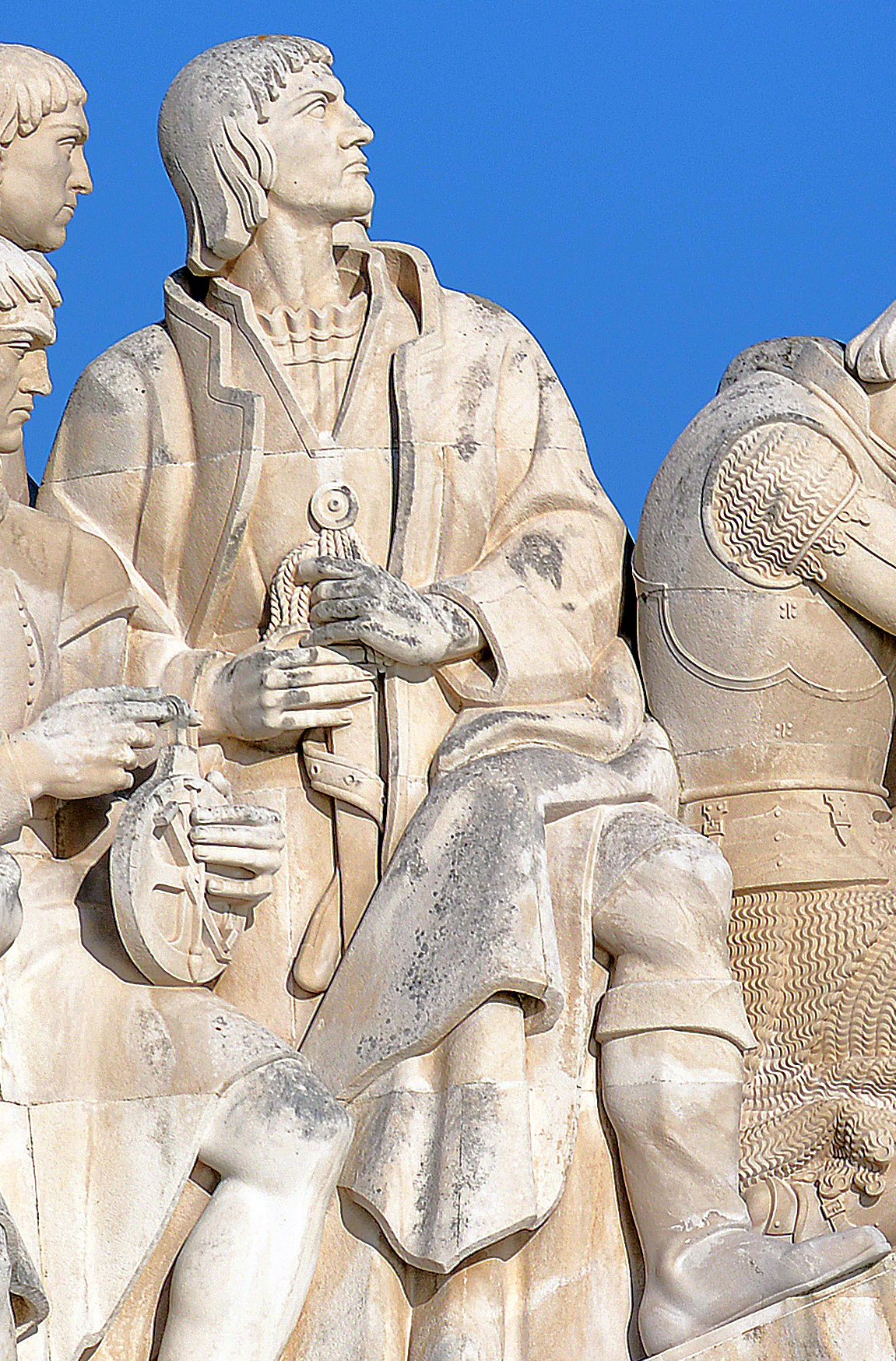
Жуан Зарку
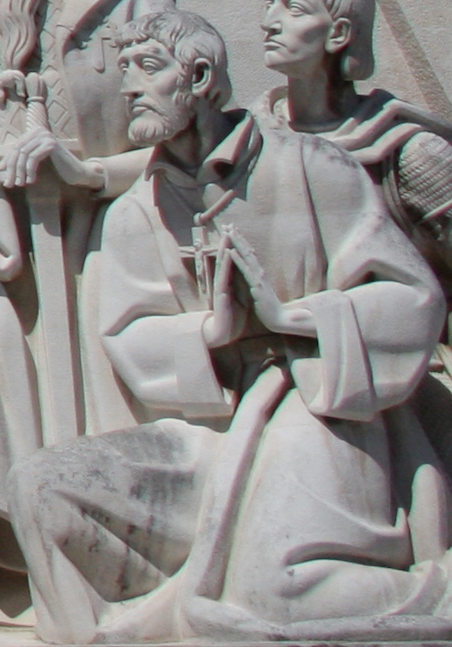
Франциск Ксав'єр

## Скульптури
Головну фігуру Енріке Мореплавця з моделлю каравели в руках з обох сторін головного пілону оточують скульптурні зображення ще 32 видатних постатей португальської епохи великих географічних відкриттів, а саме:
|                          |
| Східна сторона монументу |

|                           |
| Західна сторона монументу |

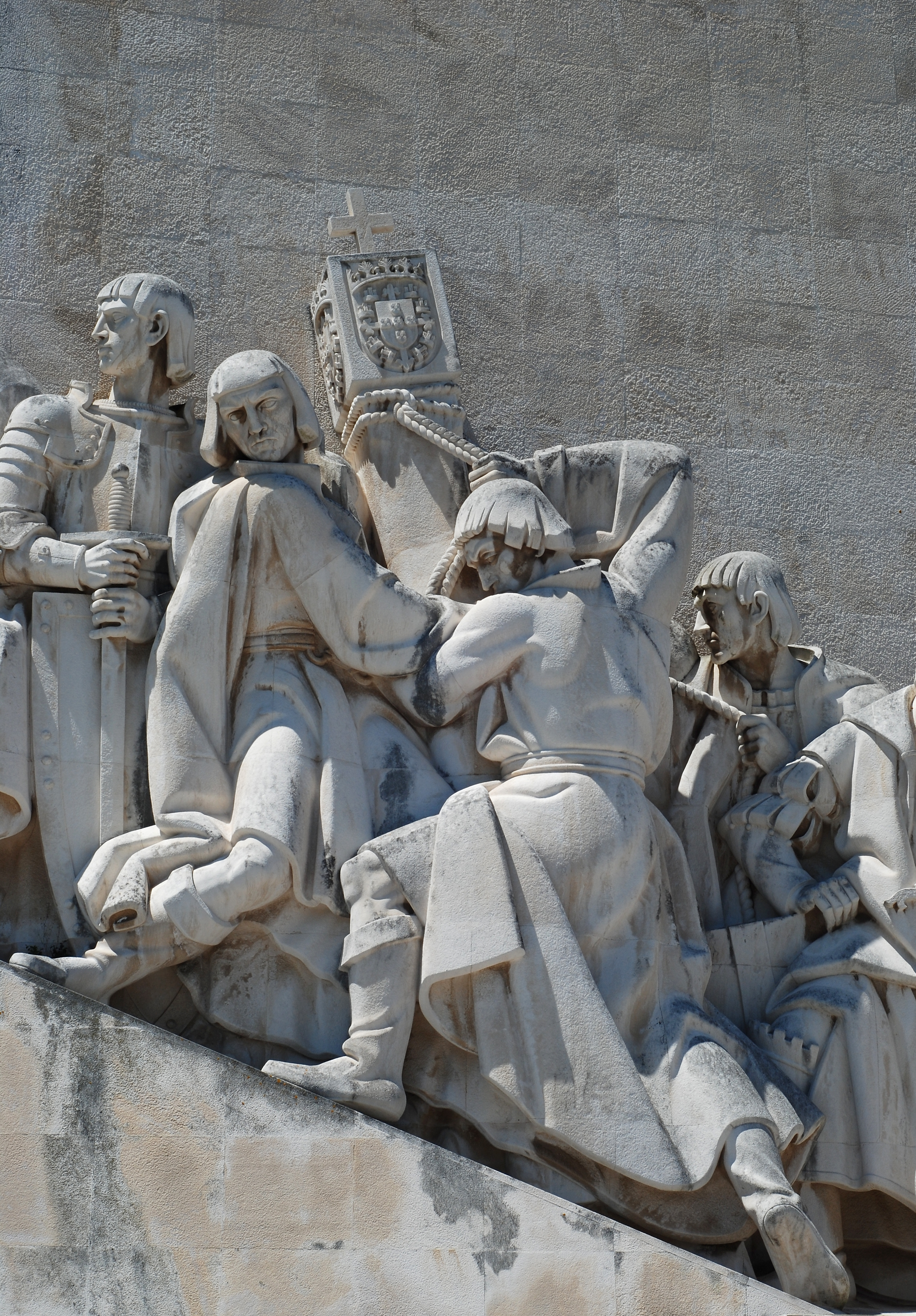
Фрагмент монумента з скульптурами Бартоломеу Діаша і Діогу Кана, що встановлюють падран

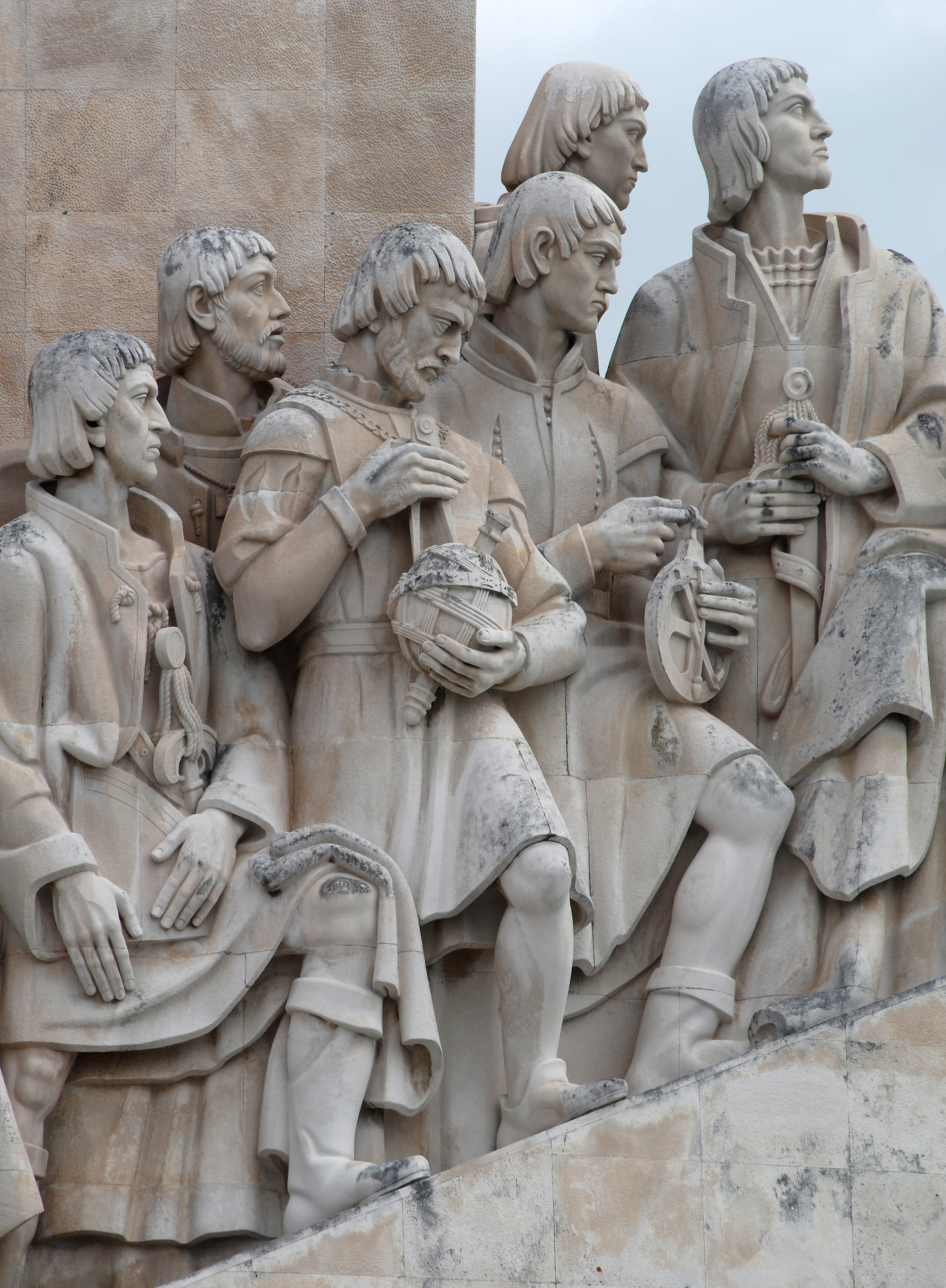
Фрагмент монумента, що зображує Педро Нуньєша зі сферичною астролябією і Жауме де Майорка з портоланом

| Східна сторона (зліва направо) - Афонсу V Африканець, португальський король - Васко да Гама, мореплавець, першовідкривач морського шляху до Індії - Афонсу Балдайя, мореплавець, першим перетнув Тропік Рака - Фернан Магеллан, мореплавець, першим обійшов Землю по колу - Ніколау Коелью, штурман - Гашпар Корте-Реал, мореплавець - Мартин Афонсу де Соуза, мореплавець, перший губернатор Бразилії - Жуан де Барруш, письменник і літописець - Ештеван да Гама, мореплавець - Бартоломеу Діаш, мореплавець, першовідкривач мису Доброї Надії - Діогу Кан, мореплавець, відкрив річку Конго - Антоніу де Абреу, мореплавець, відкрив Острови Прянощів - Афонсу де Албукеркі, другий Віцекороль Індії, творець португальської імперії - Франциск Ксав'єр, місіонер - Кріштован да Гама, мореплавець | Західна сторона (зліва направо) - Філіппа Ланкастерська - Педру Коїмбрський, син короля Жуана I і брат Енріке Мореплавця - Філіппа Ланкастерська, португальська королева, дружина Жуана І - Фернан Мендіш Пінту, мандрівник і письменник - Гонсалу де Карвалью, місіонер-домініканець - Енріке де Коїмбра, місіонер-францисканець - Нуну Гонсалвіш, художник - Гоміш Іаніш де Зурара, літописець, автор португальських хронік - Перу да Ковілян, мандрівник і шпигун - Жауме де Майорка, майорканський картограф (космограф) - Перу Ешкобар, штурман і мореплавець - Педру Нуніш, вчений математик і астроном - Перу де Аленкер, штурман - Жил Іаніш, мореплавець, першопроходець мису Бохадор - Жуан Гонсалвіш Зарку, мореплавець, першовідкривач Мадейри - Фернанду, португальський інфант, син короля Жуана I і брат Енріке Мореплавця. |